# Dorfkirche Tautendorf

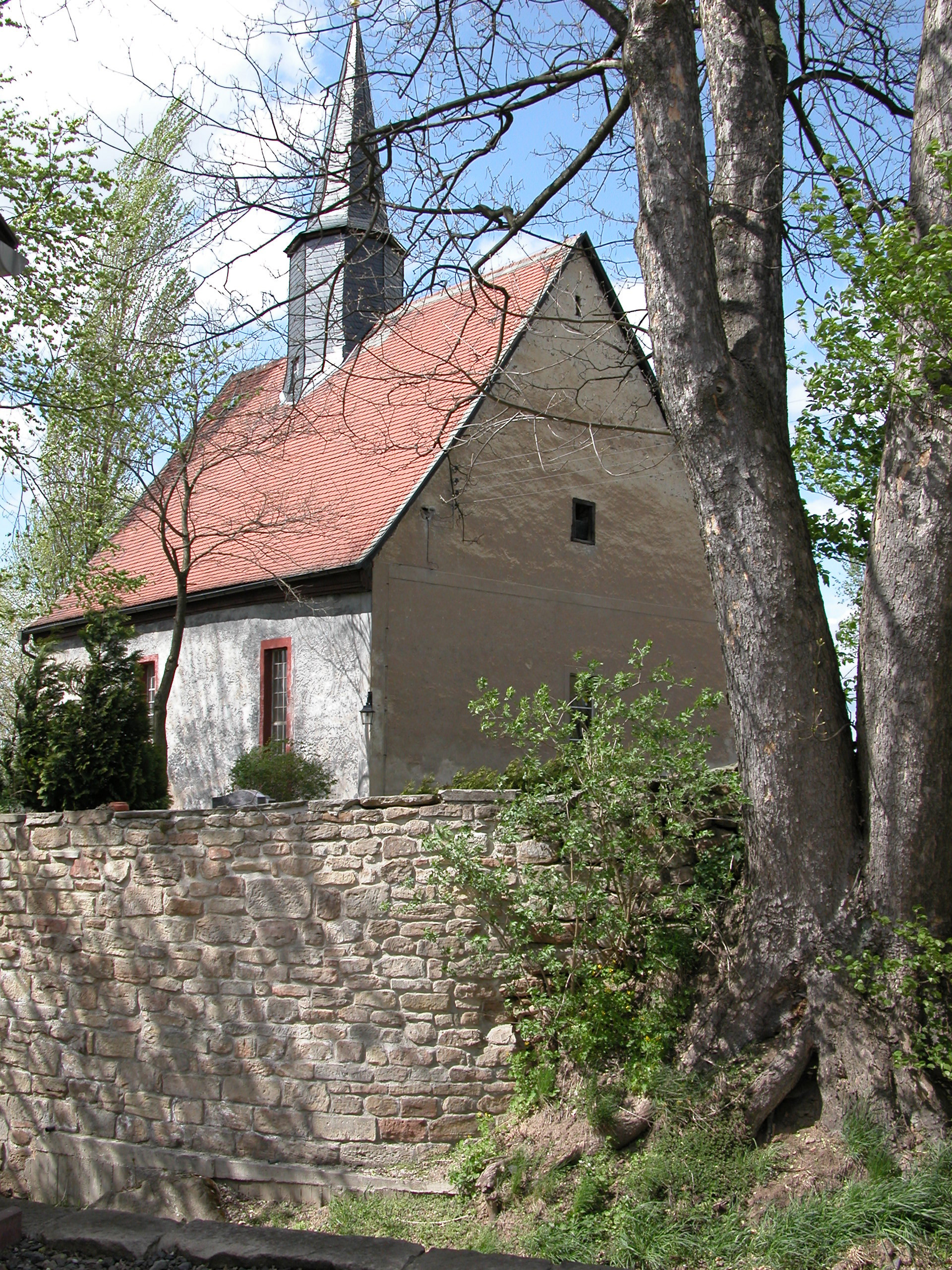
Dorfkirche Tautendorf

Die Dorfkirche in der Gemeinde Tautendorf im Saale-Holzland-Kreis in Thüringen ist ein Baudenkmal. Sie gehört zum Pfarrbereich Ottendorf im Kirchenkreis Eisenberg der Evangelischen Kirche in Mitteldeutschland.

## Lage
Die weithin sichtbare denkmalgeschützte Dorfkirche befindet sich am südöstlichen Ende der Gemeinde Tautendorf auf dem Gelände des Friedhofs.

## Geschichte
Die Kirche wurde 1628 errichtet. Im Schiff ist eine umlaufende Empore eingebaut. Die Holzkanzel steht auf Säulen. Das Glasfenster ist von einem Posaunenchormitglied gespendet und gefertigt worden. 1993 wurde der Kirchturm beschiefert, die Kugel und Wetterfahne erneuert. 2003 erfolgte eine große Innenrenovierung.

## Orgel
1875 baute in das Gebäude der Orgelbauer Poppe die Orgel ein. Sie ist bespielbar.

## Glocken
Aus dem Jahre 1923 stammen drei Stahlglocken. Die Glockenstube ist aus dem Jahr 1766. Die Glocken werden manuell geläutet.